# Eupithecia terminata
Eupithecia terminata là một loài bướm đêm trong họ Geometridae.